# Eugène Béringuier
Eugène Béringuier, né le 17 septembre 1874 à Toulouse et mort le 5 janvier 1949 à Castelnaud-Fayrac, est un peintre français.

## Biographie
Eugène Jean Baptiste Béringuier est le fils de Gabriel Béringuier, peintre, et de Barbe Juliette Tutin, couturière.
Élève de Jean-Pierre Laurens, Benjamin-Constant et d'Albert Maignan, il remporte en 1893, à Toulouse le 1er prix en pose dessinée ainsi que le second prix en pose peinte
Il débute au Salon en 1899 et concourt la même année pour le prix de Rome. Eugène Béringuier présente des oeuvres au Salon jusqu'en 1914.
En 1907, il épouse Charlotte Camille Salmon, Louis Vergne et Paul Ducuing sont témoins du mariage.

## Œuvres dans les collections publiques
Les peintures d'Eugène Béringuier sont visibles dans les musées de France suivants : 
- Arabes dans un souk et Études d'Arabes au musée des Beaux-Arts Salies, Bagnères-de-Bigorre.
- Nature morte au musée des Augustins, Toulouse.
- Projet de décor allégorique pour l'hôtel de ville de Clichy, musée départemental de Sceaux.
- Rouget de Lisle chantant la Marseillaise en 1792 (copie d'après Isidore Pils), Fonds national d'art contemporain, Paris. Un dessin sans titre est également référencé dans les collections du Fonds national d'art contemporain.
- Le vote du 3 février 1790 pour l’élection de la première municipalité de Clichy, salle du Conseil municipal de Clichy (commande de la ville à l'artiste de cette grande peinture murale de 1,70 m x 3,70 m).
- Après-midi, 1926, huile sur toile, 140 x 140 cm, Béziers, Musée des Beaux-Arts de Béziers.
Le tableau Charlotte Corday conduite au supplice, présenté au Salon de 1912, avait été acheté par un collectionneur et consul d'Autriche-Hongrie en Algérie, Louis-Constant Nessler, pour être exposé à Oran dans le musée Nessler[réf. souhaitée] qu'il avait fondé. A la mort de ce diplomate en 1947, son musée est laissé à l'abandon et on perd la trace de ce tableau qui est à ce jour non localisé.